# Centro Nacional de Treinamento de Fort Irwin
Fort Irwin é uma principal área de treinamento militar e região censo-designada localizada no estado americano da Califórnia, no Condado de San Bernardino.

## Marco histórico
Fort Irwin possui apenas uma entrada no Registro Nacional de Lugares Históricos, o Complexo de Comunicações Espaciais Goldstone, o qual também é um Marco Histórico Nacional.